# Elecciones parlamentarias de Portugal de 1973
Las elecciones parlamentarias de Portugal de 1973 fueron las últimas celebradas bajo la Constitución de 1933. Se realizaron el 28 de octubre, siendo elegidos los 150 diputados de la Asamblea Nacional. La Acción Nacional Popular ganó todos los escaños, ya que el Movimiento Democrático, coalición entre el PCP y el PS, decidió no participar del proceso al no existir garantías democráticas.
Las sesiones se iniciaron el 15 de noviembre de 1973 y finalizaron con la disolución de la Asamblea el 26 de abril de 1974. Fueron las últimas elecciones antes de la Revolución de los Claveles.

## Resultados
| Partido                              | Votos     | %    | Escaños |
| ------------------------------------ | --------- | ---- | ------- |
| Acción Nacional Popular              |           |      | 150     |
| Votos en blanco / nulos              |           | –    | –       |
| Total                                | 1.393.294 | 100  | 150     |
| Habitantes inscritos / Participación | 2.096.020 | 66,4 | –       |
| Fuente: Unión Interparlamentaria     |           |      |         |